# آنا گاسپاریان

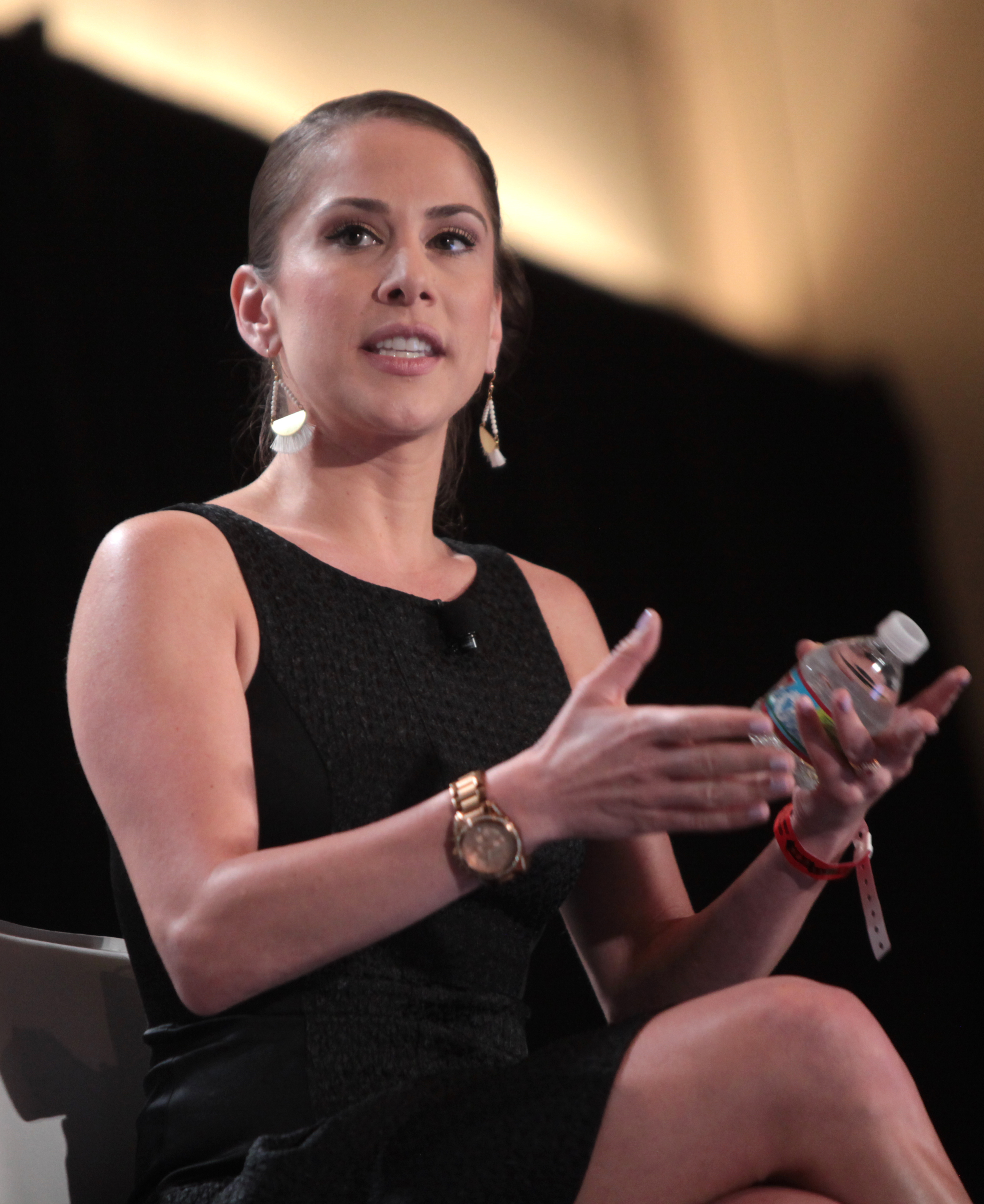

آناهید میساکی «آنا» گاسپاریان (ارمنی: Անահիտ Միսաքի Գասպարյան؛ زادهٔ ۷ ژوئیهٔ ۱۹۸۶) یک کارشناس سیاسی ارمنی‌تبار اهل ایالات متحده آمریکا است. وی میزبان و تهیه‌کننده برنامه خبری آنلاین ترکان جوان است.
وی در سال ۲۰۱۰ در رشته علوم سیاسی فارغ‌التحصیل شد و هم‌اکنون در دانشگاه ایالتی کالیفرنیا در نورتریج در رشته روزنامه‌نگاری تدریس می‌کند.